# Benny Ivarsson
Benny Ivarsson, född 7 juli 1955, död 31 maj 2025 i Smögen, var en svensk fotbollsmålvakt som representerade Gais i en match i division II södra 1978.
Ivarsson värvades till Gais från Skärhamns IK. Han var andremålvakt bakom Kjell Uppling säsongerna 1977–1979, men den tidigare så skadedrabbade Uppling spelade under dessa säsonger så gott som samtliga seriematcher, och Ivarsson stannade därför på en enda seriematch i Gaiströjan. 1980 gick han till Hovås IF.